# J. R. 본
J. R. 본(J. R. Bourne, 1970년 4월 8일 ~ )은 캐나다의 배우이다.

## 출연 작품

### 영화
- 정글그라운드 (1995, Jungleground)
- 저격자 (1996)
- 인스펙트 (1998, The Inspectors)
- 패스워드 (2001)
- 푸시캣 클럽 (2001)
- 13 고스트 (2001)
- 살인 정원 2 (2001, Return to Cabin by the Lake)
- Word of Honor (2003)
- 진저 스냅 3 (2004)
- 엑소시즘 오브 에밀리 로즈 (2005)
- 데드캠프2 (Severed: Forest of the Dead, 2005)
- 나비효과 2 (2006)
- 시스터즈 (2006, Sisters)
- 만사가 귀찮아 (2006, Everything's Gone Green)
- Chronic Town (2008)
- 그랜드 캐년의 잃어버린 보물 (2008, The Lost Treasure of the Grand Canyon)
- Run Rabbit Run (2008)
- Alleged (2010)
- 리틀 버즈 (2011, Little Birds)
- 브레이크 (2012)

### 텔레비전
- 불멸의 사나이 (1995)
- 밀레니엄 (1996)
- 크로우 - 시리즈 (1998)
- 스타게이트 SG-1 (1998-2000, 2006)
- 뉴욕 대지진 (1999, Aftershock: Earthquake in New York)
- 안드로메다 (2003)
- Cold Squad (2004-05)
- CSI: 마이애미 (2007)
- CSI: 과학수사대 (2007)
- 24 (2007)
- NCIS (2007)
- 멘탈리스트 (2008)
- 프린지 (2009-11)
- NCIS: 로스앤젤레스 (2010)
- 스몰빌 (2010)
- 콜드 케이스 (2010)
- 플래시포인트 (2011)
- 시크릿 서클 (2011-12)
- 슈츠 (2011-15)
- 틴 울프 (2011-17)
- 리벤지 (2012-13)
- 언리얼 (2015)
- 애로우: 어둠의 기사 (2015)
- 썸웨어 비트윈 (2017)
- 원 헌드레드 (2019-20)